# Ordre ésotérique de Dagon
L’Ordre ésotérique de Dagon est à l'origine un culte fictif du mythe de Cthulhu inventé par H. P. Lovecraft. Il a inspiré au nom d'un groupe occultiste (fan-club) et au nom d'une maison d'édition amateur. Cet ordre apparaît aussi dans le jeu vidéo produit par Frogwares : The Sinking City.

## Dans la littérature lovecraftienne
L'Ordre ésotérique de Dagon est le principal culte religieux établi dans des villages côtiers dont la ville de Innsmouth, évoqué dans Le Cauchemar d'Innsmouth. 
Selon Lovecraft, l’Ordre Esotérique de Dagon (OED), est un culte créé par le Capitaine Obed Marsh à Innsmouth utilisant les pratiques apprises par les habitants d’une île Polynésienne. Les habitants d’Innsmouth effectuèrent des sacrifices à Devil’s Reef pour apaiser les profondeurs. En 1846 durant un de ces sacrifices le Capitaine Obed Marsh et plusieurs autres membres du culte ont été arrêtés, mais aucune accusation formelle n’a été faite. L’Ordre a été dissous quand le gouvernement des États-Unis d’Amérique a lancé une attaque sur la ville en 1928.

## Maison d'édition amateur
Dans les années 1970, un groupe de fans américains très actifs de Lovecraft, s'organisa en maison d'édition amateur, par courrier et prit le nom d'Ordre ésotérique de Dagon. Les membres produisaient leurs créations et se les envoyaient. Elle est toujours active, et le 150e courrier a été envoyé en 2010.

## Ordre occultiste
L’Esoteric Order of Dagon (OED) est un groupe occultiste datant des années 1980.